# Pinus jaliscana
Espèce
Statut de conservation UICN

 NT  : Quasi menacé
Pinus jaliscana est une espèce de conifères de la famille des Pinaceae.